# Mark Frechette
Mark Frechette, né le 4 décembre 1947 à Boston et mort le 27 septembre 1975 à Norfolk, est un acteur américain.

## Biographie
Mark Frechette, né dans une famille d'origine québécoise, arrête sa scolarité au lycée et vit ensuite de petits boulots. Il devient membre, en 1968, du groupe Fort Hill, une secte communautaire dirigée par le musicien Mel Lyman. Un jour, alors qu'il prend part à une altercation dans la rue à Boston, il est remarqué par une directrice de casting. Cette dernière le recommande au réalisateur italien Michelangelo Antonioni, qui cherche alors un acteur pour jouer un jeune rebelle dans Zabriskie Point. Bien que n'ayant aucune expérience en tant qu'acteur, Mark Frechette est engagé pour jouer le rôle principal masculin du film. Zabriskie Point n'est pas un succès commercial, mais sa sortie très médiatisée permet à Mark Frechette de connaître une brève période de célébrité, de même que Daria Halprin, sa partenaire dans le film, qui est alors sa compagne.
Mark Frechette apparaît ensuite en vedette dans deux films italiens, dont le plus connu est Les Hommes contre de Francesco Rosi, mais sa carrière d'acteur ne va pas plus loin.
Le 29 août 1973, Frechette attaque une banque à Boston, avec deux complices, membres de la même secte que lui. Un des complices est tué par la police. Frechette, dont l'arme ne contenait aucune balle, est condamné à 15 ans de prison.
Le 27 septembre 1975, Frechette est retrouvé mort par un codétenu, la gorge écrasée par un haltère, dans la salle de sport de la Massachusetts Correctional Institution, prison dans laquelle il purgeait sa peine. L'enquête conclut à un accident.

## Filmographie

### Cinéma
- 1970 : Zabriskie Point, film américain de Michelangelo Antonioni : Mark
- 1970 : Les Hommes contre, film italo-yougoslave de Francesco Rosi : Lieutenant Sassù
- 1971 : La grande scrofa nera, film italien de Filippo Ottoni : Enrico Mazzara

## Note
1. 1 2 3  Dave O'Brian, « The Sorry Life & Death of Mark Frechette », Rolling Stone, 1975, n° 199, p. 32.

## Source
- Ressources relatives à l'audiovisuel :   - AllMovie
  - Allociné
  - IMDb
  - Rotten Tomatoes
- Ressource relative à la musique :   - Discogs
- Notices d'autorité :   - VIAF
  - ISNI
  - BnF (données)
  - IdRef
  - LCCN
  - GND
  - Pays-Bas
  - Israël
  - NUKAT
  - Norvège
  - Tchéquie
  - WorldCat